# Pseuderemias smithii
Pseuderemias smithii là một loài thằn lằn trong họ Lacertidae. Loài này được Boulenger mô tả khoa học đầu tiên năm 1895.